# 25679 Andrewguo
25679 Andrewguo è un asteroide della fascia principale. Scoperto nel 2000, presenta un'orbita caratterizzata da un semiasse maggiore pari a 2,2852803 UA e da un'eccentricità di 0,0688154, inclinata di 6,70427° rispetto all'eclittica.